# جورج كورتيس (لاعب كريكت)
جورج كورتيس (17 أغسطس 1837 بسيدني في أستراليا - 2 أبريل 1885) (بالإنجليزية: George Curtis)‏ هو لاعب كريكت أسترالي.

## وصلات خارجية
- جورج كورتيس (لاعب كريكت) على موقع إي آس بي آن كريك إنفو (الإنجليزية)